# سالیتون (اپتیک)
در اپتیک، عبارت سالیتون برای بیان هر میدان اپتیکی که در حین انتشار به دلیل تعادل بین اثرات خطی و غیر خطی در محیط تغییر نمی‌کند استفاده می‌شود. دو نوع سالیتون اصلی وجود دارد:
سالیتون‌های فضایی: میدان الکترومغناطیسی می‌تواند نمار شکست محیط را هنگام انتشار از آن تغییر دهد، و با این کار ساختاری شبیه یک تار نوری با نمار شکست متغیر ایجاد کند. در این صورت میدان الکترومغناطیسی هنگام عبور از این محیط خود ساخته بدون اینکه برای آن اتلافی که قبلاً ناشی از پراش در محیط رخ می داد ایجاد شود به شرط آنکه این میدان یکی از حالت‌های انتشاری در آن محیط باشد شروع به انتشار بدون هیچ اتلافی ناشی از پراش و بدون تغییر شکل می‌کند که به این حالت انتشاری یک سالیتون فضایی می گویند.
سالیتون زمانی:چنانچه موجی در یک محیط حرکت کرد و اثرات پاشندگی که باعث باز شدی شکل موج می‌شود با اثرات غیر خطی محیط جبران شد، موج بدون تغییر شکل در محیط انتشار می یابد که به آنها سالیتون‌های زمانی گفته می شود.

## سالیتون فضایی
معادله حاکم بر سالیتون‌های فضایی
{\displaystyle {\frac {1}{2}}{\frac {\partial ^{2}a}{\partial \xi ^{2}}}+i{\frac {\partial a}{\partial \zeta }}+N^{2}|a|^{2}a=0}

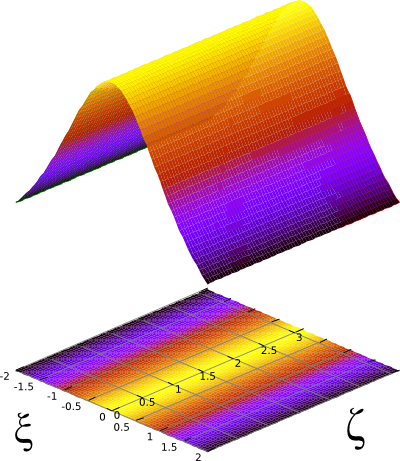
جواب سالیتونی مرتبه یک معادله سالیتون ها

در شکل نمونه ای از جوابهای این معادله آورده شده است. این شکل مربوط به سالیتون‌های مرتبه اول می باشد.

## سالتون زمانی
معادله حاکم بر سالیتون‌های زمانی
{\displaystyle {\frac {1}{2}}{\frac {\partial ^{2}a}{\partial \tau ^{2}}}+i{\frac {\partial a}{\partial \zeta }}+N^{2}|a|^{2}a=0}

## سالیتون خاموشی
عدم وجود تپ‌های نوری که بدون باز شدگی منتشر می شوند.

سالیتون خاموشی

معادله حاکم بر سالیتون خاموشی
{\displaystyle {\frac {-1}{2}}{\frac {\partial ^{2}a}{\partial \tau ^{2}}}+{\frac {\partial a}{\partial \zeta }}+N^{2}|a|^{2}a=0.}